# Trainer des Jahres
Als Trainer des Jahres bezeichnet man eine jährlich vergebene Auszeichnung für Sport-Trainer. Die Auszeichnung wird in vielen Ländern und vielen Sportarten national vergeben. In Deutschland ehrt der Deutsche Olympische Sportbund verdiente Trainer mit dem Titel DOSB-Trainerin/Trainer des Jahres. Darüber hinaus zeichnen auch kontinentale Sportverbände und internationale Vereinigungen Trainer des Jahres aus.

## Fußball
- FIFA-Welttrainer des Jahres
- Fußball-Welttrainer und -Welttrainerinnen des Jahres

Zusätzlich werden nationale und regionale Fußballtrainer des Jahres ausgezeichnet.

## Handball
- Handball-Trainer des Jahres (Dänemark)
- Handball-Trainer des Jahres (Deutschland)

## Basketball
- BBL Coach of the Year Award
- NBA Coach of the Year Award
- WNBA Coach of the Year Award

## Football
- NFL Coach of the Year Award

## Eishockey
- Jack Adams Award

## Boxen
- Ring Magazine Trainer des Jahres
- Eddie Futch Award
- Yahoo Sports Trainer des Jahres